# Cassagnas
Cassagnas (okzitanisch Cassanhaç) ist ein Ort und eine südfranzösische Gemeinde mit 125 Einwohnern (Stand 1. Januar 2022) im Département Lozère in der Region Okzitanien.

## Lage
Das Bergdorf Cassagnas liegt in ca. 840 m Höhe ü. d. M. am Flüsschen Mimente inmitten des Nationalparks Cevennen etwa 12 km (Luftlinie) nordöstlich des Mont Aigoual. Die Kleinstadt Florac befindet sich etwa 17 km (Fahrtstrecke) nordwestlich.

## Bevölkerungsentwicklung
| Jahr      | 1800 | 1851 | 1901 | 1954 | 1999 | 2018 |
| --------- | ---- | ---- | ---- | ---- | ---- | ---- |
| Einwohner | 505  | 808  | 505  | 225  | 134  | 125  |

Der kontinuierliche Bevölkerungsrückgang im 20. Jahrhundert ist im Wesentlichen auf die abgelegene Lage des Ortes und den Verlust an Arbeitsplätzen infolge der Mechanisierung der Landwirtschaft zurückzuführen.

## Wirtschaft
Die Bewohner der Gemeinde Cassagnas lebten jahrhundertelang als Selbstversorger von der Landwirtschaft: In den Tallagen wurde Getreide angebaut, wohingegen die Hochflächen als Viehweiden dienten. Im 20. Jahrhundert wurden die ehemaligen Wege zu Straßen ausgebaut, was die Abwanderung verstärkte. Heute lebt man immer noch von ein wenig Ackerbau und Viehzucht, doch spielt seit den 1970er und 1980er Jahren der Tourismus und hier insbesondere die Vermietung von Ferienwohnungen (gîtes) die bedeutendste Rolle im Wirtschaftsleben der Gemeinde.

## Geschichte
Die Gegend wurde bereits in der Jungsteinzeit von Jägern und Sammlern, vielleicht auch schon von Hirten besucht; ganz allmählich wurden die Menschen sesshaft. 
Der abgelegene Ort und seine Bewohner blieben von den großen Ereignissen der Region, z. B. den Hugenotten- und Kamisardenkriegen im 16. und 17. Jahrhundert bzw. zu Beginn des 18. Jahrhunderts, weitgehend unberührt; gleichwohl wurde die Kirche des Ortes zerstört. Ein Teil der Einwohner ist protestantisch.

## Sehenswürdigkeiten
- Der Ort selbst ist ein Bergdorf ohne Kirche mit einigen älteren Häusern aus Naturstein.
- Die protestantische Kirche (temple) ist ein schmuckloser Bau mit einem einfachen Glockengiebel (clocher mur) aus dem 19. und frühen 20. Jahrhundert. Im Innern befinden sich zwei seitliche Emporen und die Altarkanzel.
- Hinter dem Gotteshaus befindet sich der Friedhof mit dem Grab von Hans Mosch, einem im Jahr 1944 von der Waffen-SS getöteten deutschstämmigen Angehörigen der Résistance
- Südlich von Cassagnas verläuft ein Rundwanderweg, der auch zu einem Aussichtspunkt mit einem Menhir führt.

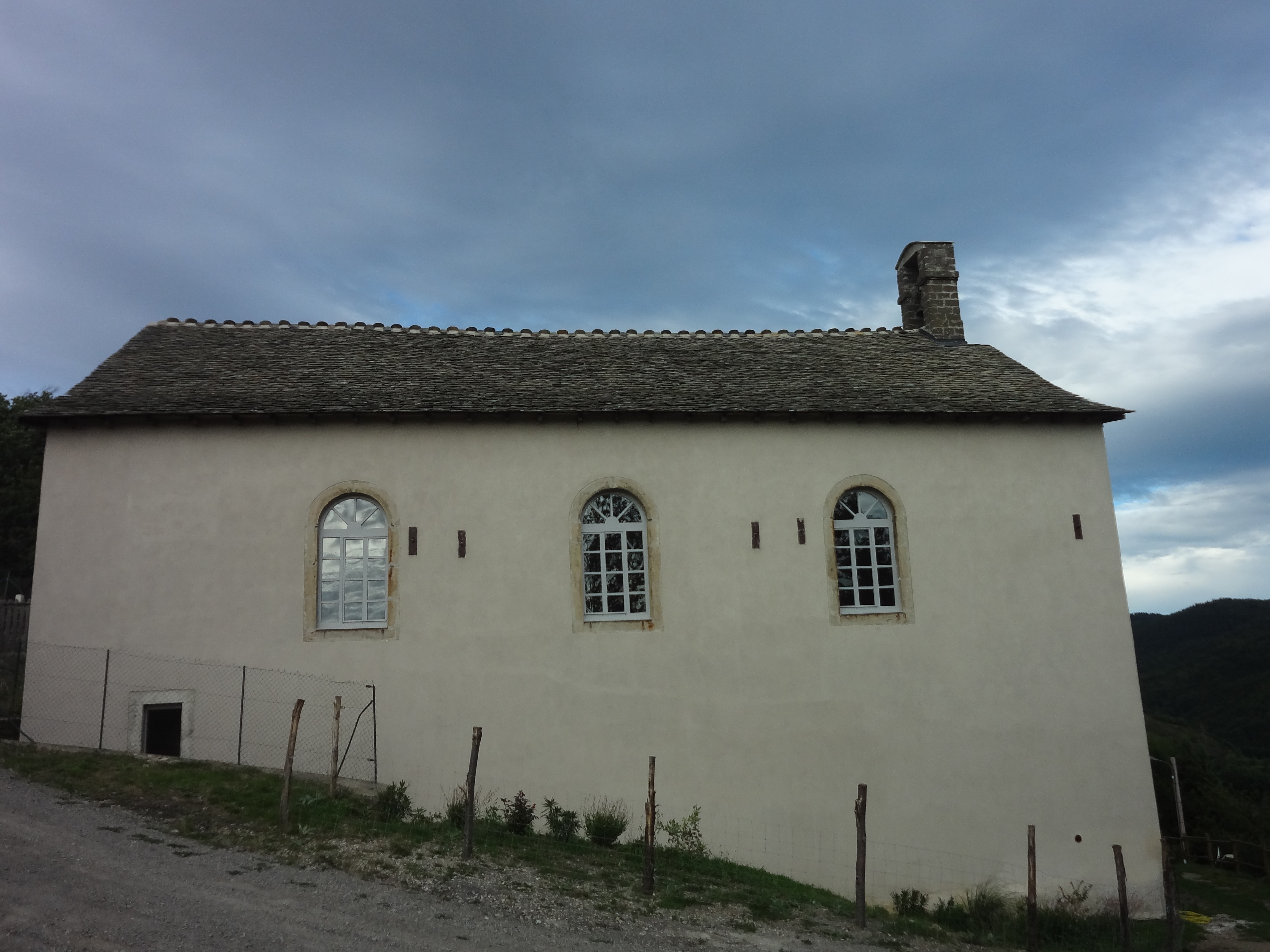
Protestantische Kirche
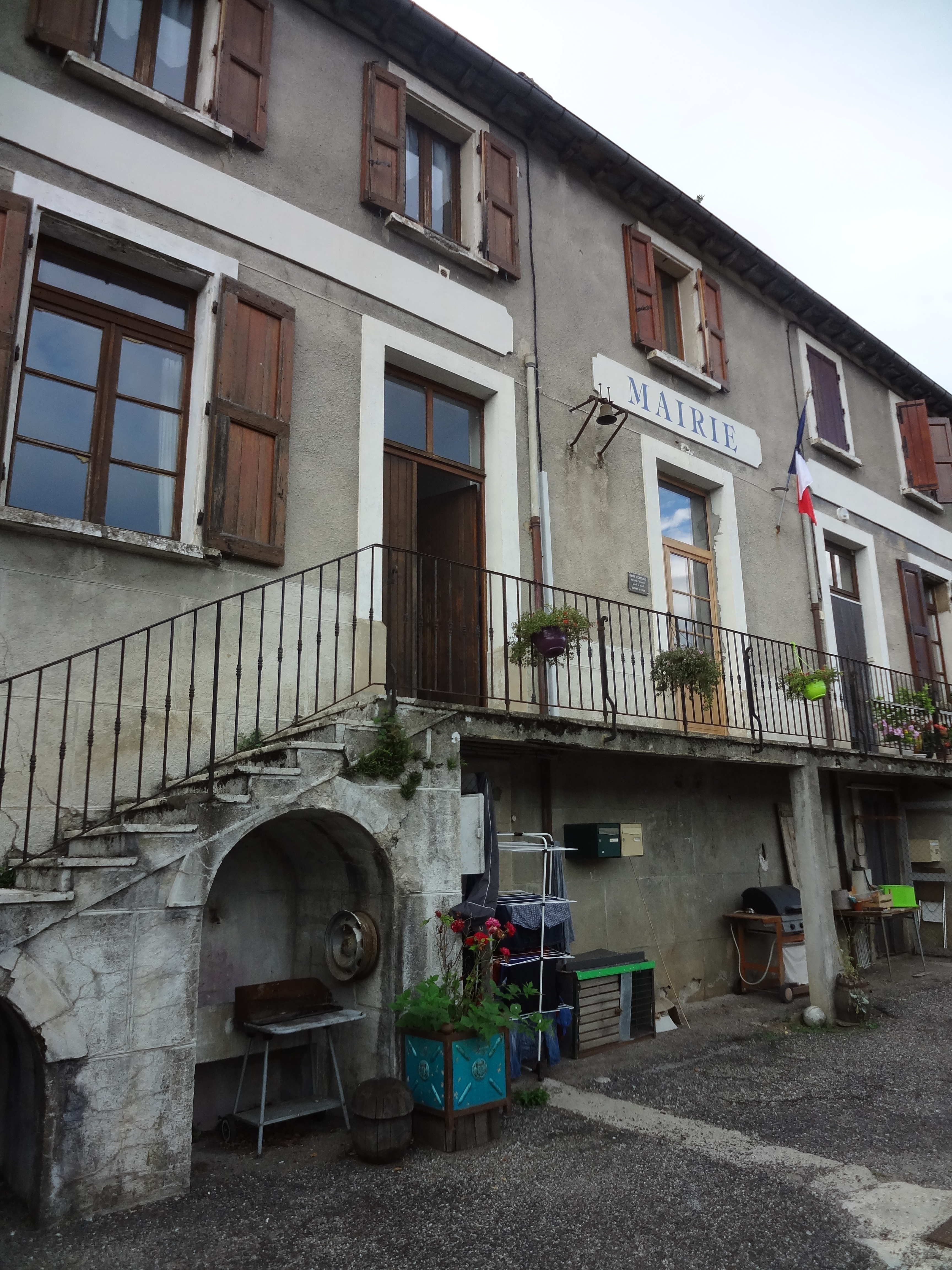
Mairie Cassagnas
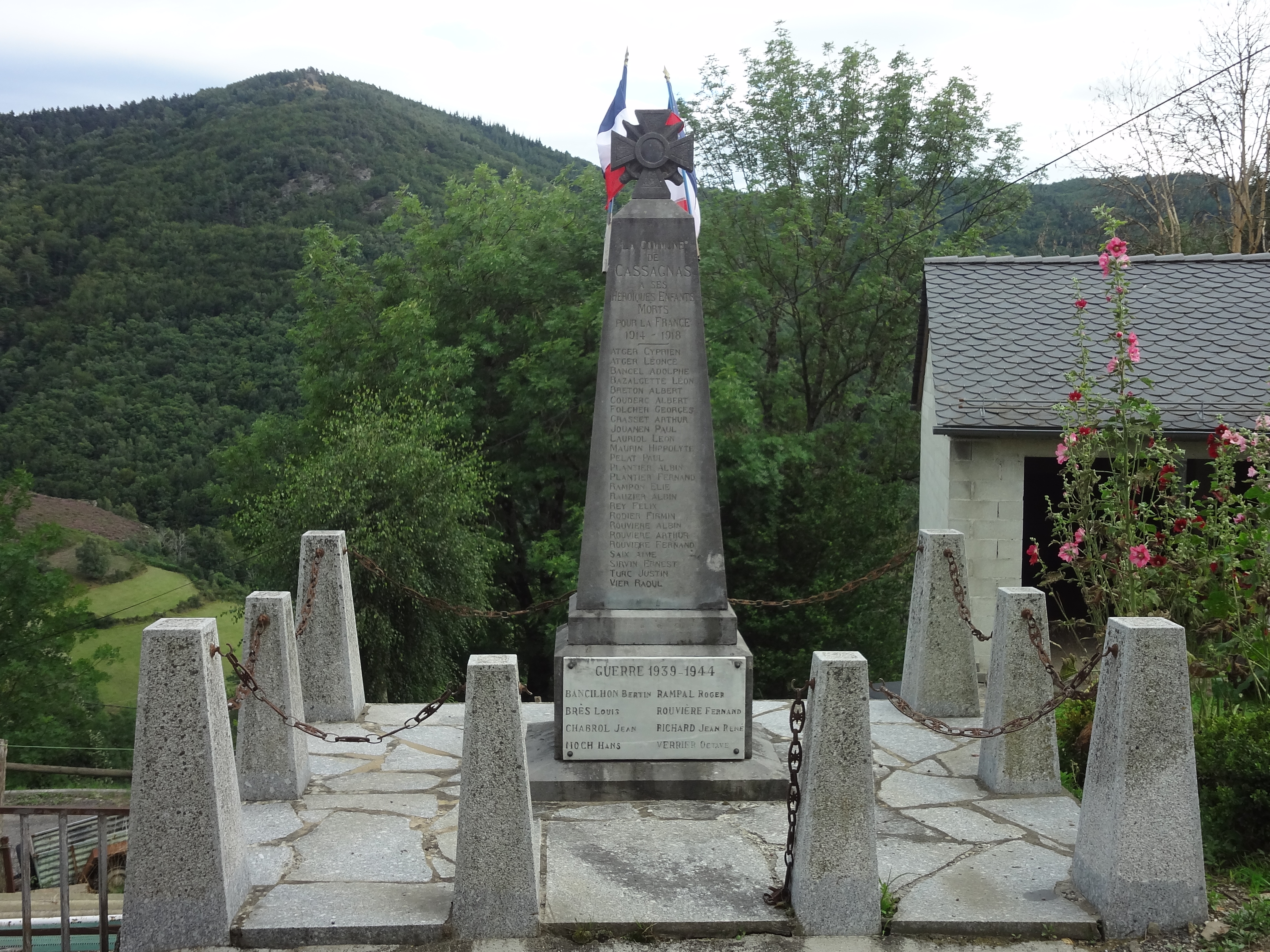
Gefallenendenkmal